# Traikovo, Montana
Traikovo (în bulgară Трайково) este un sat în comuna Lom, regiunea Montana,  Bulgaria. 

## Demografie
Componența etnică a satului Traikovo
     Bulgari (90,1%)
     Romi (8,98%)
     Nicio identificare (0,91%)
     Altele (0%)
La recensământul din 2011, populația satului Traikovo era de 879 locuitori. Din punct de vedere etnic, majoritatea locuitorilor (90,1%) erau bulgari, cu o minoritate de romi (8,98%). Pentru 0,91% din locuitori nu este cunoscută apartenența etnică.